# Верхня Луара
Верхня Луара (фр. Haute-Loire) — департамент на півдні Франції, один з департаментів регіону Овернь-Рона-Альпи. Порядковий номер 43.
Адміністративний центр — Ле-Пюї-ан-Веле.
Населення 209,1 тис. чоловік (85-е місце серед департаментів, дані 1999 р.).

## Географія
Площа території 4977 км². Через департамент протікає річка Луара. Департамент включає 3 округи, 35 кантонів і 260 комун.

## Історія
Луара Верхня — один з перших 83 департаментів, утворених в час Великої французької революції в березні 1790 р. Виникла на території колишніх провінцій Овернь, Лангедок і Ліонне. Назва походить від річки Луари.